# 西门岛
西门岛，是中华人民共和国浙江省乐清市雁荡镇管辖的一个岛屿。

## 历史沿革
西门岛的历史沿革可追溯到宋朝。明永乐《乐清县志》载：“东门山，西门山，以上二山去县东南水程一百里，在海中。”《中国海洋岛屿简况》（1980)称为西门岛。渔船从乐清湾北部进出，船民见海港两侧陆地相对，与温岭县东门仅一水之隔，东西相望，遂把海港东边的陆地称为东门，海港西边的陆地称为西门，西门岛因此得名。
1930年7月，红十三军第二团在西门岛娘娘庙召开成立大会。
2005年2月，经国家海洋局批准，设立乐清西门岛国家级海洋特别保护区。
2022年西门岛红树林被增补为浙江省省级重要湿地名录。

## 地理
岸线长11.71千米，陆域面积7.0604平方千米，最高点西门山主峰高程41.3米，是温州市辖区海岛第一高峰。